# Facundo Enriques
Facundo Manuel Enriques (Sarandí, Argentina; 22 de abril de 2000) es un futbolista profesional argentino que juega como lateral derecho y actualmente se encuentra El Porvenir de la Primera C

## Trayectoria
Comenzó su carrera en las divisiones inferiores del Club Atlético Independiente jugando en 9.ª división. En 2015 llegó a Arsenal Fútbol Club dónde rápidamente destacó por su velocidad y capacidad física. Desde 2018 juega en el primer equipo del club.

## Clubes
| Club        | País      | Año           |
| ----------- | --------- | ------------- |
| Arsenal     | Argentina | 2018-2020     |
| Berazategui | Argentina | 2020-2021     |
| El Porvenir | Argentina | 2022-presente |

## Palmarés

### Campeonatos nacionales
| Título          | Club        | País      | Año  |
| --------------- | ----------- | --------- | ---- |
| Torneo Clausura | Berazategui | Argentina | 2021 |